# Sidi Aich
Sidi Aich o Sidi Aïch (àrab: سيدي عيش, Sīdī ʿAyx) és una petita ciutat de Tunísia, a la governació de Gafsa, a la zona del Djebel Sidi Aïch, situada uns 35 km al nord de la ciutat de Gafsa. La ciutat té uns 2.000 habitants i és capçalera d'una delegació, la més septentrional de la governació, amb una població de 8.420 habitants al cens del 2004.

## Economia
Terreny àrid i muntanyós, l'economia és exclusivament agrícola amb cultius de predesert i ramaderia.

## Geografia
El Djebel Sidi Aïch és una àrea natural sensible per l'existència d'espart (Stipa tenacissima).

## Administració
És el centre de la delegació o mutamadiyya homònima, amb codi geogràfic 61 52 (ISO 3166-2:TN-12), dividida en sis sectors o imades:
- Sidi Aïch (61 52 51)
- Sidi Aïch Est (61 52 52)
- El Amaïma (61 52 53)
- Menzel Gamoudi (61 52 54)
- El Karia (61 52 55)
- Es-Souinia (61 52 56)

Al mateix temps, des de l'11 de setembre de 2015 forma una municipalitat o baladiyya (codi geogràfic 61 20), constituïda pel decret governamental núm. 2015-1272.